# 劉易斯與克拉克村 (密蘇里州)
劉易斯與克拉克村（英語：Lewis and Clark Village）是位於美國密蘇里州布坎南縣的村。

## 人口
根據2020年美國人口普查的數據，劉易斯與克拉克村的面積為1.82平方千米，當中陸地面積為1.58平方千米，而水域面積為0.23平方千米。當地共有人口96人，而人口密度為每平方千米53人。